# Powiat gryficki

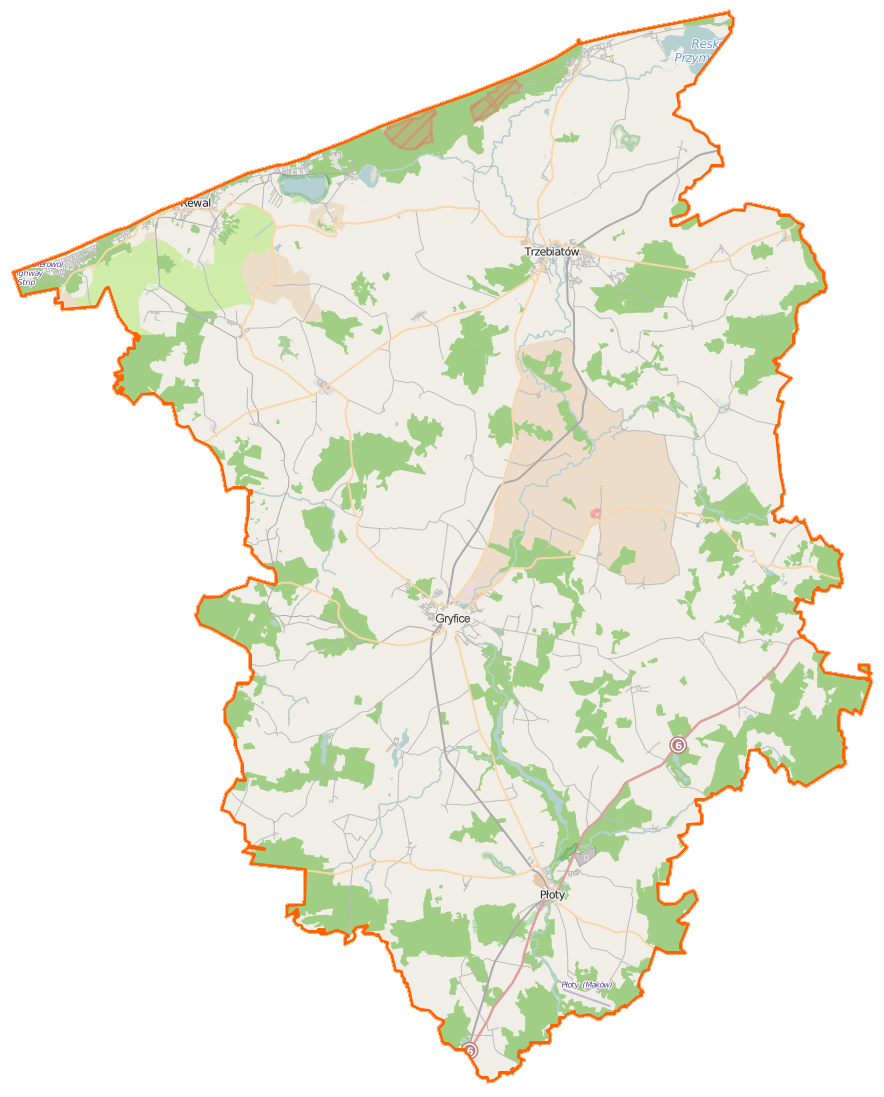
Mapa powiatu

Powiat gryficki – powiat w północno-zachodniej Polsce, w województwie zachodniopomorskim, utworzony w 1999 r. w ramach reformy administracyjnej. Siedzibą władz powiatu jest miasto Gryfice.
Według danych z 31 grudnia 2019 r. powiat miał 60 277 mieszkańców. Natomiast według danych z 30 czerwca 2020 roku powiat zamieszkiwało 60 025 osób.
Na terenie powiatu występuje przemysł spożywczy i drzewny. Pas wybrzeża bałtyckiego z piaszczystymi plażami (gminy: Rewal i Trzebiatów) jest obszarem sektora usług turystycznych.

## Gminy
| W skład powiatu wchodzą: - gminy miejsko-wiejskie: Gryfice, Płoty, Trzebiatów - gminy wiejskie: Brojce, Karnice, Rewal W obrębie powiatu znajdują się 3 miasta: Gryfice, Płoty, Trzebiatów. | gm. Rewal gm. Trzebiatów gm. Karnice gm. Brojce gm. Gryfice gm. Płoty |

## Położenie

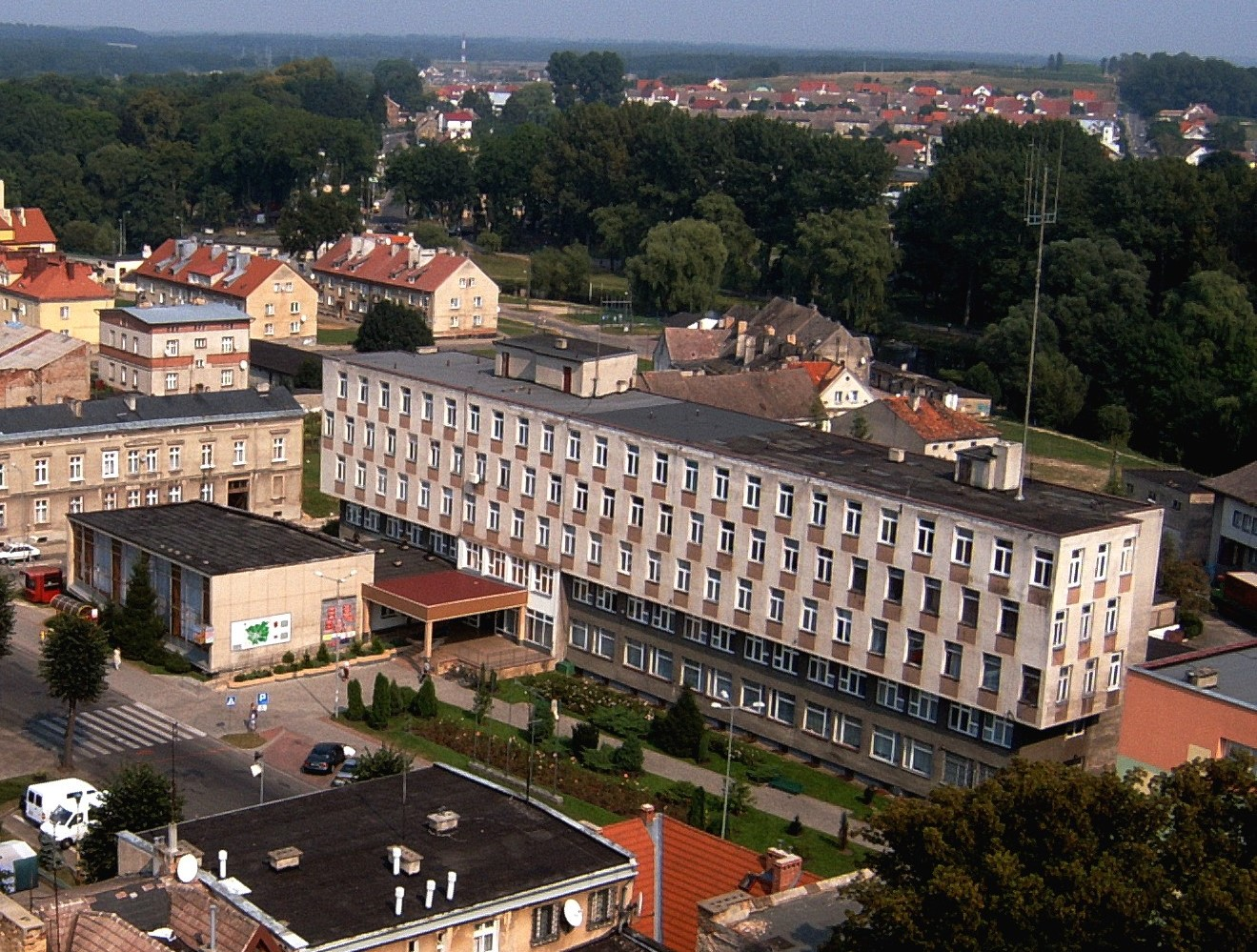
Budynek Urzędu Miejskiego i Starostwa

Mapa powiatu w miejscowościami

Według danych z 1 stycznia 2014 r. powierzchnia powiatu wynosiła 1017,37 km². Powiat stanowi 4,44% powierzchni woj. zachodniopomorskiego i zajmuje pod tym względem 13. miejsce.
Powiat gryficki leży na Pobrzeżu Szczecińskim, obejmując w większości Równinę Gryficką, środkową część Wybrzeża Trzebiatowskiego, a także małe fragmenty równin: Nowogardzkiej i Goleniowskiej (południowo-zachodnia część gminy Płoty).
Granicę północną powiatu na odcinku 40 km wyznacza brzeg Morza Bałtyckiego, od zachodu graniczy z powiatami: kamieńskim i goleniowskim, granicę wschodnią stanowi powiat kołobrzeski, a od południa powiat gryficki graniczy z powiatem łobeskim, którego utworzenie w 2002 r. wpłynęło na obecny kształt powiatu gryfickiego.

## Środowisko naturalne

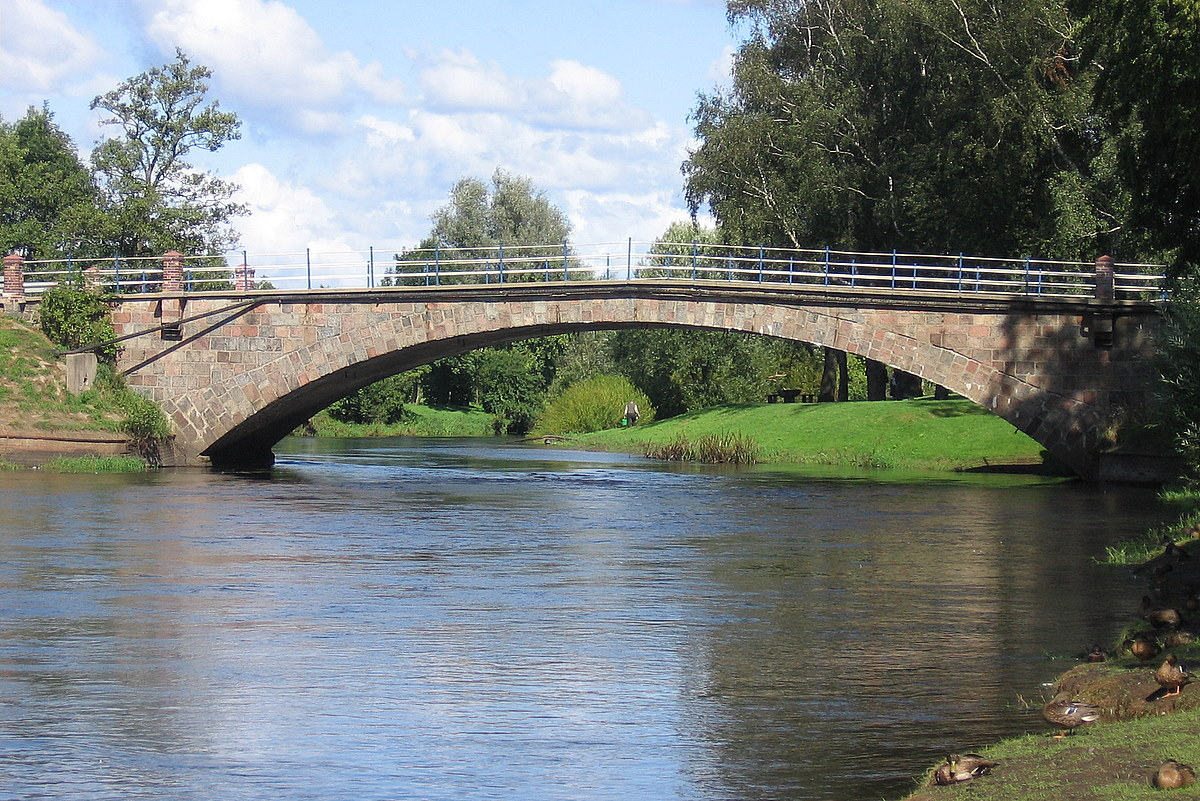
Rzeka Rega

Powiat gryficki posiada znaczne zasoby wód powierzchniowych. Główną oś hydrograficzną powiatu stanowi rzeka Rega, będąca jedną z największych rzek Pomorza, a także charakteryzująca się dość znaczną gęstością sieci rzecznej. Rzeka płynie przez wszystkie miasta powiatu aż do ujścia w mrzeżyńskim porcie. Wybrzeże powiatu obejmuje teren od Pobierowa do portu w Dźwirzynie (powiat kołobrzeski). Największe zbiorniki wodne to jezioro Resko Przymorskie, Liwia Łuża oraz Jezioro Rejowickie. Inne mniejsze to m.in. Jezioro Lisowskie, Jezioro Kołomąckie, Jezioro Łopianowskie, Jezioro Trzygłowskie Pierwsze i Drugie, Rybokarty.
Według podziału hydrograficznego Polski powiat gryficki położony jest w granicach czterech głównych obszarów zlewniowych: dorzeczu Regi, zlewni cieśniny Dziwny, zlewni jeziora Resko Przymorskie, zlewni przymorza od Dziwny do Regi.

### Klimat
Północna część powiatu posiada cechy charakterystyczne dla klimatu morskiego; mała amplituda roczna, sezonowa i dzienna temperatur powietrza, duża wilgotność i wietrzność, krótki okres występowania zimy, chłodniejsze lato i łagodniejsza zima oraz znaczna ilość opadów. Część południowo-wschodnia jest pod wyraźnym wpływem klimatu kontynentalnego, który cechuje się wyższymi temperaturami powietrza latem i niższymi zimą, dłuższym okresem trwania zimy z dłużej zalegającą pokrywą śnieżną, dłuższymi okresami ciszy. Pory roku są w tej strefie wyraźniej zaznaczone. Zróżnicowanie klimatu ma ogromne znaczenie w gospodarce rolnej.

### Przyroda

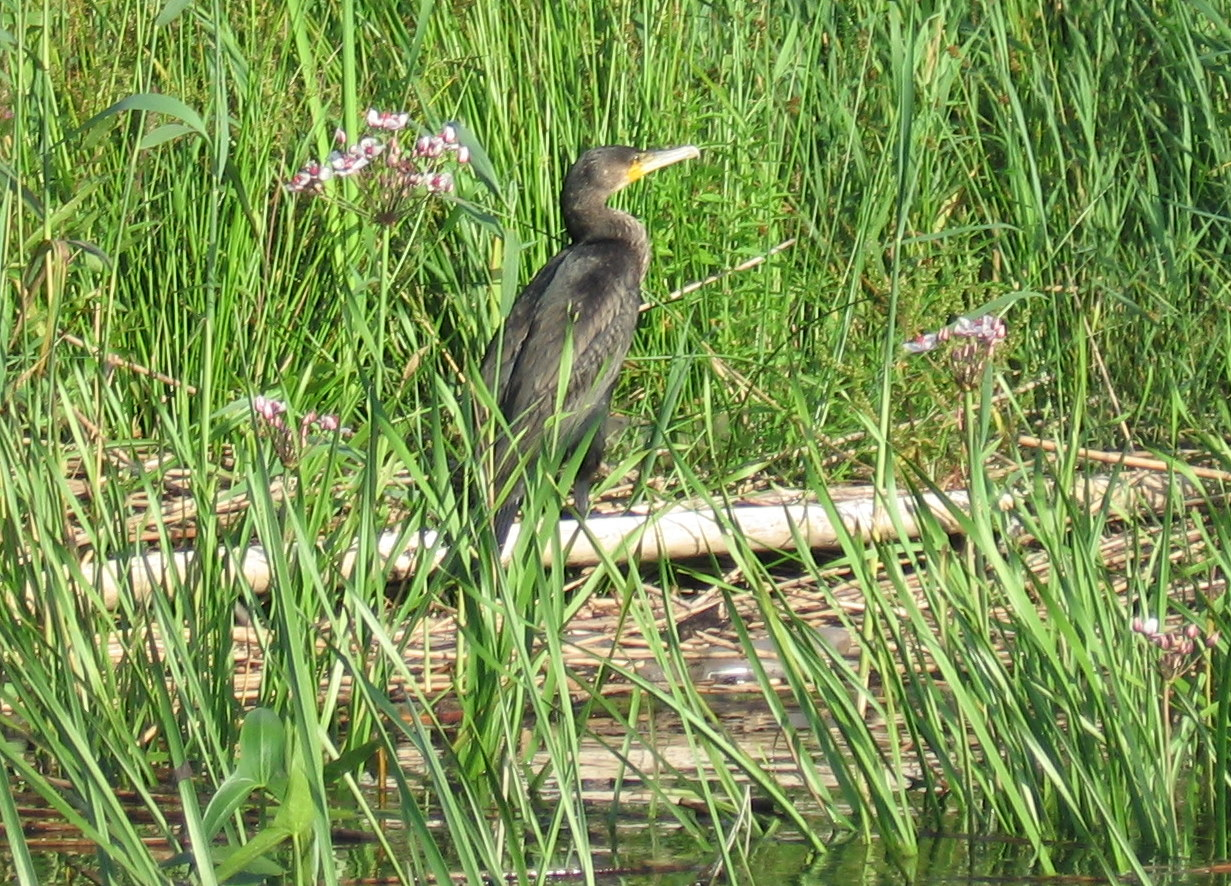
Młody kormoran czarny nad rzeką Regą

Według danych z 2012 r. na terenie powiatu gryfickiego ustanowiono 60 pomników przyrody. Około 600 ha powierzchni powiatu jest terenami o szczególnych walorach przyrodniczych prawnie chroniona, co stanowi 0,6% powierzchni powiatu.
W powiecie utworzono 4 rezerwaty przyrody. Pierwszy w 1959 r. rezerwat faunistyczny „Jezioro Liwia Łuża” (239,68 ha) dla ochrony stanowiska lęgowego, rzadkiego wówczas łabędzia niemego. Obiekt stanowi ostoję wielu gatunków ptactwa wodno–błotnego. Na zachód od miasta Płoty znajduje się rezerwat florystyczny „Wrzosowisko Sowno” (39,27 ha), gdzie występują zbiorowiska roślinne oraz rzadkie gatunki roślin porastające torfowisko przejściowe. W północnej części powiatu ustanowiono rezerwat florystyczny „Roby” (84,40 ha), mający na celu zachowanie stanowisk roślin naczyniowych i zarodnikowych. W 2010 r. utworzono rezerwat leśny „Nadmorski bór bażynowy w Mrzeżynie” (8,92 ha), gdzie występuje w pełni wykształcone zbiorowisko leśnego boru bażynowego na typowym siedlisku wydm nadmorskich.
Na terenie powiatu gryfickiego zostały ustanowione użytki ekologiczne, które w 2012 r. obejmowały łączną powierzchnię 119,59 ha.
W 2010 r. lasy zajmowały 20 818 ha, co stanowiło 20,5% powierzchni powiatu. Użytki rolne w 2005 r. zajmowały 66,1% powierzchni powiatu – 67 352 ha.
W północnej części powiatu zostały wytyczone 2 obszary Natura 2000 – Trzebiatowsko-Kołobrzeski Pas Nadmorski oraz „Wybrzeże Trzebiatowskie”.

## Turystyka

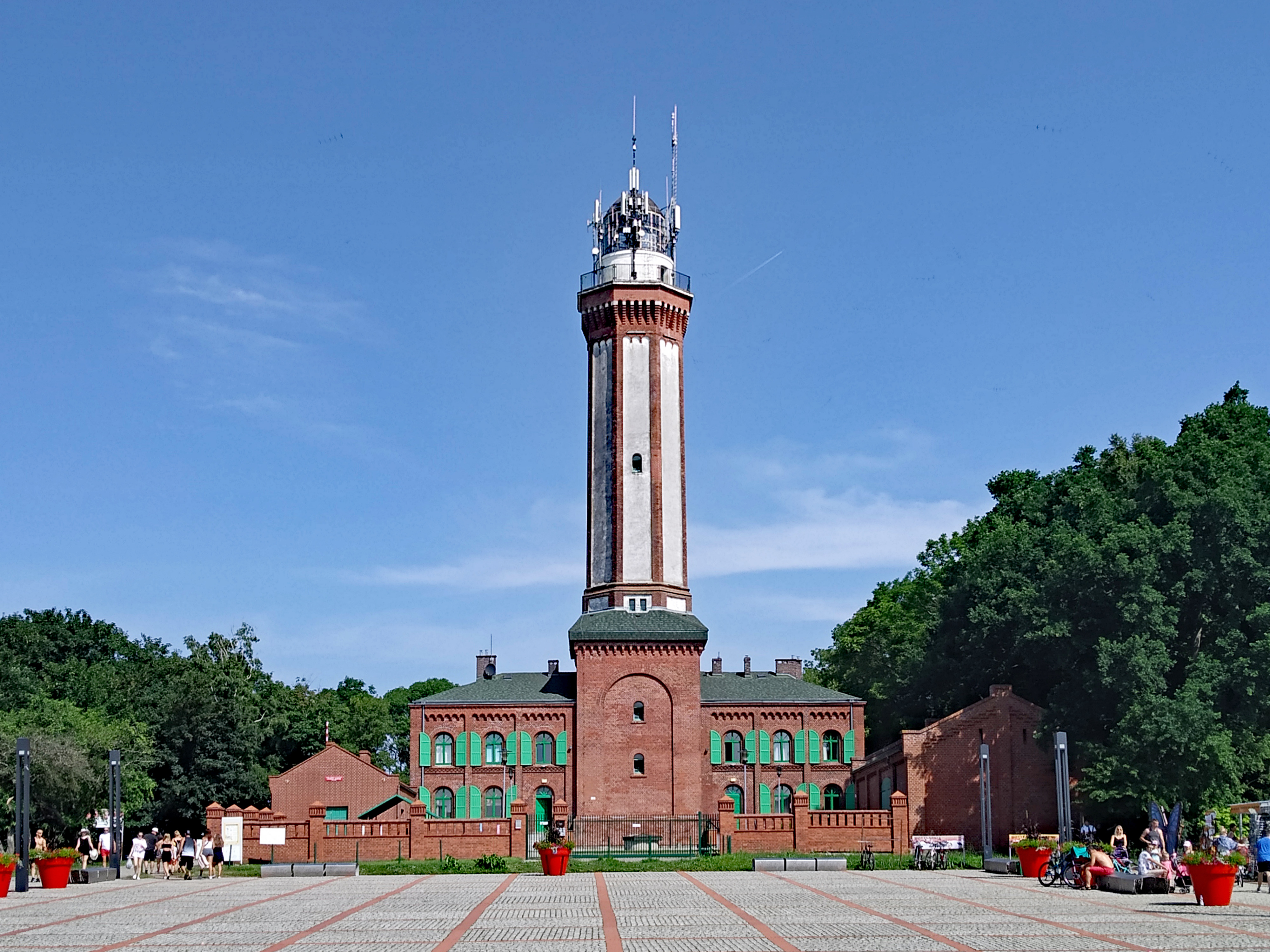
Latarnia morska w Niechorzu

Powiat ze względu na swoje nadmorskie położenie jest odwiedzany w okresie wakacyjnym przez dużą liczbę turystów, ze względu na małą odległość od Bałtyku. Turyści mogą wziąć udział również w spływach kajakowych, które płyną zarówno rzeką Regą, jak i jej dopływami.
Teren powiatu obejmuje trzy miasta (Gryfice, Płoty, Trzebiatów), którym nadano prawa miejskie już w XIII w., dzięki czemu posiadają wiele zabytków. Tereny wiejskie były zamieszkiwane przez niemieckich arystokratów, którzy prowadzili folwarki i budowali swoje pałacyki. W większości wsi sołeckich znajdują się wybudowane przez okoliczną ludność zabytkowe kościoły.
Do najczęściej odwiedzanych w gminie obiektów zabytkowych można zaliczyć kościół mariacki w Trzebiatowie (jeden z wyższych w kraju), latarnię morska w Niechorzu oraz ruiny kościoła w Trzęsaczu.

### Szlaki turystyczne
Przez teren powiatu biegną 3 szlaki turystyczne:
- Szlak Nadmorski im. Czesława Piskorskiego (Europejski Szlak Dalekobieżny E-9);
- Szlak Pobrzeża Rewalskiego;
- Szlak Liwiej Łuży.

Od kilku lat władze powiatu wprowadzają projekt szlaków rowerowych Gryfland, polegający na stworzeniu jednolitego systemu identyfikacji szlaków oraz współpracy gmin w ramach ich utrzymywania. W ramach projektu utworzono kilka szlaków rowerowych:
- czerwony szlak rowerowy (trasa: Trzebiatów→ Brojce→ Gryfice) o długości 47,5 km;
- zielony szlak rowerowy (trasa: Płoty→ Trzygłów→ Gryfice→ Cerkwica→ Trzęsacz) o długości 52 km;
- czarny szlak rowerowy (trasa: Brojce→ Górzyca→ Otok→ Cerkwica) o długości 22,5 km;
- żółty szlak rowerowy (trasa: Płoty→ Wyszogóra→ Lisowo→ Płoty) o długości 18 km;
- międzynarodowy szlak rowerowy R-10 – szlak wytyczony wzdłuż wybrzeża Bałtyku (trasa w powiecie: Trzęsacz→ Niechorze→ Trzebiatów→ Mrzeżyno) o długości w powiecie 40,2 km.

Większość szlaków rowerowych przebiega po drogach samochodowych. Infrastrukturą i oznaczeniem wszystkich szlaków rowerowych opiekuje się Powiatowe Centrum Marketingu, Rozwoju Gospodarczego i Integracji Europejskiej.

## Historia

Powiat Gryfice w 1905 r.

Teren powiatu od XII do XVII wieku związany był z panującą na Pomorzu Zachodnim dynastią Gryfitów. Miasta posiadały dużą swobodę m.in. na przełomie XII/XIII wieku Trzebiatów i Gryfice prowadziły przeciwko sobie liczne konflikty. Od XIII wieku rozpoczęło się osadnictwo niemieckie na Pomorzu Zachodnim, co wpłynęło na strukturę ludności tutejszych terenów.
W 1618 r. rozpoczęła się wojna trzydziestoletnia istotnie wpływając na życie mieszkańców. W 1630 r. ziemię gryficką opanowały wojska szwedzkie. W 1637 r. umarł ostatni Gryfita i na mocy pokoju westfalskiego w 1648 r. tereny te zostały włączone do Brandenburgii.
W 1723 r. utworzono po raz pierwszy – powiat greifenberdzki (dziś gryficki), w wyniku reformy administracyjnej Królestwa Prus. Był jednym z 19. podlegających bezpośrednio pod Kamerę Wojenną i Domen Królewskich. W 1816 r. po reformie administracyjnej, powiat Greifenberg i. Pom. (dziś gryficki) w Prusach, podlegał pod rejencję szczecińską, natomiast w 1938 r., będąc w zasięgu terytorialnym III Rzeszy, na skutek zmian administracyjnych powiat (niem. Landkreis Greifenberg i. Pom.) przeszedł pod rejencję koszalińską. W 1939 obejmował 765,28 km² powierzchni.
W marcu 1945 r. trwały tu walki m.in. I Armii Wojska Polskiego z oddziałami niemieckimi, które następnie osaczone zostały w oblężonym Kołobrzegu.

Powiat gryficki na mapie Polski

W maju 1945 r. zaczęła organizować się polska administracja. W czerwcu powstał Obwód Zagórze – nazwa ta wynikała z tymczasowej nazwy miasta Gryfice (do czerwca 1946). Powiat ten podzielony był na 2 gminy miejskie: Trzebiatów i Zagórze oraz 8 gmin zbiorowych: Brojce, Gołańcz Pomorska, Górzyca, Karnice, Mrzeżyno, Przybiernówko, Sadlno i Trzygłów. Identyczny podział został zachowany według stanu z lipca 1952 r.
W 1954 r. zniesiono podział Polski na gminy, a w ich miejsce wprowadzono gromady. Powiat gryficki podzielono na 2 miasta – Gryfice i Trzebiatów – i 17 gromad: Bielikowo (od 1956 Gąbin), Brojce, Cerkwica, Chomętowo, Dargosław, Gołańcz Pomorska, Gorzysław, Górzyca, Jasiel, Karnice, Przybiernówko, Rogozina, Rotnowo, Rybokarty, Sarbia, Śliwin i Trzygłów. 1 stycznia 1958 r. do powiatu gryfickiego przyłączono z powiatu łobeskiego miasto Płoty oraz gromady Mechowo, Modlimowo, Płoty i Wicimice; równocześnie gromadę Sarbia wyłączono z powiatu gryfickiego i przyłączono do powiatu kołobrzeskiego w woj. koszalińskim.
Według stanu z 1 lipca 1960 r. powiat gryficki składał się z 3 miast – Gryfice, Płoty i Trzebiatów – i już tylko 12 gromad: Brojce, Cerkwica, Gorzysław, Górzyca, Gryfice (nowa), Jasiel, Karnice, Płoty, Przybiernówko, Rogozina, Trzebiatów (nowa) i Wicimice. W dniu 1 stycznia 1965 obowiązywał ten sam podział administracyjny.
1 stycznia 1973 wraz z kolejną reformą administracyjną zniesiono gromady i reaktywowano gminy. Powiat gryficki podzielono na 3 miasta – Gryfice, Płoty i Trzebiatów – i 6 gmin: Brojce, Gryfice, Karnice, Płoty, Rewal i Trzebiatów.
W czerwcu 1975 r. w związku z reformą administracyjną zlikwidowano powiaty. Na obszarze tym zachowały się różne formy powiązań na szczeblu ponadgminnym, m.in. poprzez sąd rejonowy i Urząd Rejonowy w Gryficach.
1 stycznia 1999 r. przywrócono powiat gryficki, który objął 8 gmin: Brojce, Gryfice, Karnice, Płoty, Radowo Małe, Resko, Rewal, Trzebiatów. 15 lutego 2000 r. Rada Powiatu Gryfickiego ustaliła herb powiatu, na którym każda lilia symbolizuje jej gminę.
1 stycznia 2002 r. w wyniku powstania powiatu łobeskiego, od powiatu odłączone zostały gminy: Radowo Małe i Resko.

## Demografia
Według danych z 31 grudnia 2019 r. powiat gryficki zamieszkiwało 60 277 osób.
| Rok  | Liczba mieszkańców |
| ---- | ------------------ |
| 1995 | 62 452             |
| 1996 | 62 754             |
| 1997 | 62 952             |
| 1998 | 62 998             |
| 1999 | 61 303             |
| 2000 | 61 135             |
| 2001 | 61 206             |
| 2002 | 61 080             |
| 2003 | 60 998             |
| 2004 | 60 851             |
| 2005 | 60 901             |
| 2006 | 60 773             |
| 2007 | 60 768             |
| 2008 | 60 660             |

Liczba ludności (dane z 30 czerwca 2008):
|        | Ogółem | Ogółem | Kobiety | Kobiety | Mężczyźni | Mężczyźni |
| osób   | %      | osób   | %       | osób    | %         |           |
| ------ | ------ | ------ | ------- | ------- | --------- | --------- |
| Ogółem | 60 660 | 100    | 30 787  | 50,75   | 29 873    | 49,25     |
| Miasto | 30 640 | 50,51  | 15 799  | 26,05   | 14 841    | 24,47     |
| Wieś   | 30 020 | 49,49  | 14 988  | 24,71   | 15 032    | 24,78     |

▶Wieś vs ▶miasto
Ogółem (▶k, ▶m)
Miasto (▶k, ▶m)
Wieś (▶k, ▶m)
Poniższa tabela przedstawia gminy powiatu gryfickiego uszeregowane według ich powierzchni, liczby ludności i gęstości zaludnienia w 2013:
| Gmina      | Ludność | Powierzchnia [km²] | Gęstość zaludnienia |
| ---------- | ------- | ------------------ | ------------------- |
| Brojce     | 3829    | 117,97             | 32                  |
| Gryfice    | 24013   | 261,30             | 90                  |
| Karnice    | 4216    | 133,12             | 31                  |
| Płoty      | 9144    | 239,19             | 38                  |
| Rewal      | 3817    | 40,65              | 85                  |
| Trzebiatów | 16653   | 225,14             | 75                  |

W 2002 r. w powszechnym spisie ludności na 61 140 mieszkańców powiatu gryfickiego przeważająca większość zdeklarowała narodowość polską. Największą grupą obywateli polskich w powiecie należącą do mniejszości narodowej lub etnicznej była mniejszość ukraińska, do której należały 393 osoby, stanowiące 0,643% ogółu mieszkańców.
| Mniejszość           | Liczba osób | Procentowy udział w powiecie | Liczba osób deklarujących używanie w kontaktach domowych języka mniejszości | Procentowy udział w powiecie |
| -------------------- | ----------- | ---------------------------- | --------------------------------------------------------------------------- | ---------------------------- |
| Mniejszość niemiecka | 44          | 0,072%                       | 133                                                                         | 0,218%                       |
| Mniejszość romska    | 45          | 0,074%                       | 38                                                                          | 0,062%                       |
| Mniejszość ukraińska | 393         | 0,643%                       | 234                                                                         | 0,383%                       |

Według danych uzyskanych w Narodowym Spisie Powszechnym z 2011 r. do narodowości innej niż polska należało 1,4% ludności powiatu (881 osób). Przynależność do mniejszości ukraińskiej zadeklarowało 429 mieszkańców, co stanowiło 0,7% ludności powiatu.
- Piramida wieku mieszkańców powiatu gryfickiego w 2014 r.[35]

## Gospodarka

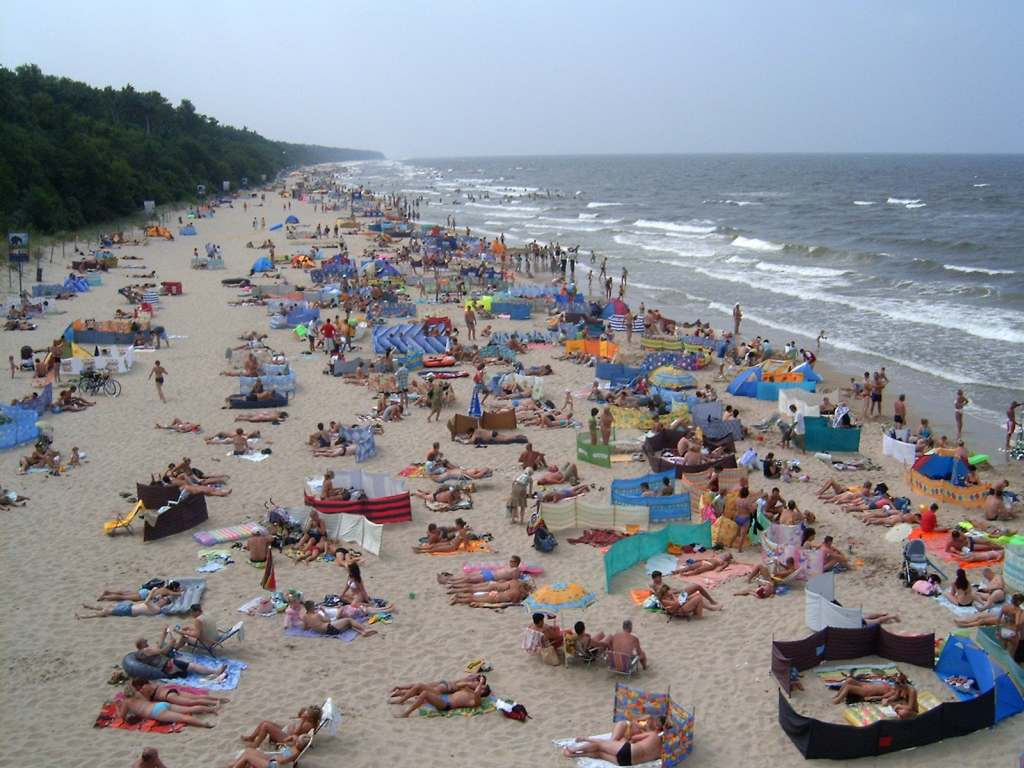
Kąpielisko w Pobierowie

Według danych z 2010 r. na terenie powiatu działało 7,6 tys. prywatnych podmiotów gospodarczych, z czego 6,5 tys. stanowiły osoby fizyczne prowadzące działalność gospodarczą. W 2010 r. działalność prowadziło 65 spółek handlowych z udziałem kapitału zagranicznego. Największymi skupiskami obiektów handlowych są miasta: Gryfice, Trzebiatów oraz Płoty, a w sezonie letnim także miejscowości nadmorskie.
We wrześniu 2019 liczba zarejestrowanych bezrobotnych wynosiła 1 100 osób, a stopa bezrobocia 6,4%
Przeciętne wynagrodzenie pracownicze w październiku 2008 r. wynosiło 2426,61 zł, przy liczbie zatrudnionych pracowników w powiecie gryfickim – 4682 osób. Przeciętne wynagrodzenie w sektorze publicznym wynosiło 2870,39 zł, a w sektorze prywatnym 2014,27 zł.
Powiat gryficki obejmuje część wybrzeża Morza Bałtyckiego, zwanego Wybrzeżem Trzebiatowskim. W gminach nadmorskich, tj. gminie Rewal i gminie Trzebiatów znajdują się miejscowości wypoczynkowe z kąpieliskami i plażami. W północnej części powiatu zlokalizowana jest duża liczba ośrodków wczasowych, kempingów i kwater wypoczynkowych. Są one wykorzystywane głównie w sezonie letnim (lipiec, sierpień), kiedy zwiększa się napływ turystów. W powiecie znajduje się także wiele gospodarstw agroturystycznych.

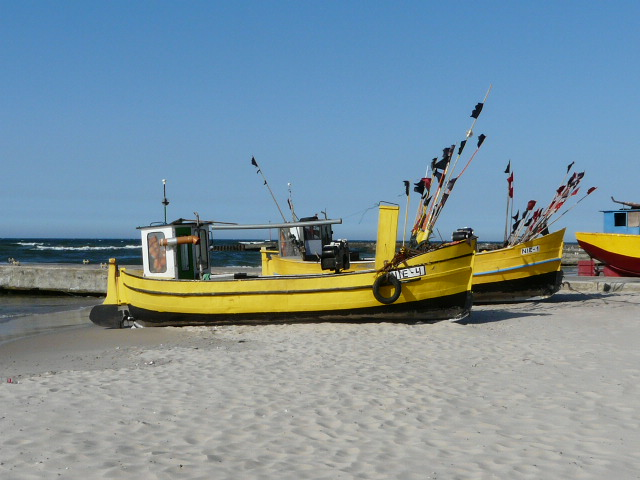
Kutry rybackie w Niechorzu

Na terenie powiatu znajduje się kilka zakładów przemysłowych. W Gryficach produkowane są kabiny prysznicowe, wanny akrylowe, galanteria papiernicza i wyroby higieniczne. W Trzebiatowie znajduje się zakład produkujący wanny. W Mirosławicach działa zakład elektryczno-metalowy produkujący spawane konstrukcje stalowe i aluminiowe. W Płotach mieści się zakład produkujący pojemniki i kontenery stalowe. W Sownie produkuje się produkty gipsowe, kleje i zaprawy budowlane.
| Rodzaj           | Powierzchnia | %      |
| ---------------- | ------------ | ------ |
| Grunty orne      | 49 543 ha    | 73,56% |
| Łąki             | 12 346 ha    | 18,33% |
| Pastwiska        | 5343 ha      | 7,93%  |
| Sady             | 120 ha       | 0,18%  |
| Użytki rolne (Σ) | 67 352 ha    | 100%   |

W 2005 r. 67 352 ha, czyli 66,2% obszaru powiatu zajmowały użytki rolne, z czego najwięcej (73,56%) stanowiły grunty orne. W Prusinowie znajduje się oddział produkcyjny Szczecińskiej Centrali Nasiennej, która zajmuje się obrotem zbożami i materiałem siewnym. Przedsiębiorstwo posiada także stację nasienną w Gryficach, będącą punktem handlowo-magazynowym.
Na obszarze powiatu mieści się kilka niewielkich zakładów przetwórstwa drzewnego.
Jedną z gałęzi gospodarki w powiecie jest rybołówstwo morskie. Na terenie powiatu znajduje się port morski Mrzeżyno oraz 2 przystanie morskie dla rybaków w Rewalu i Niechorzu.

## Transport

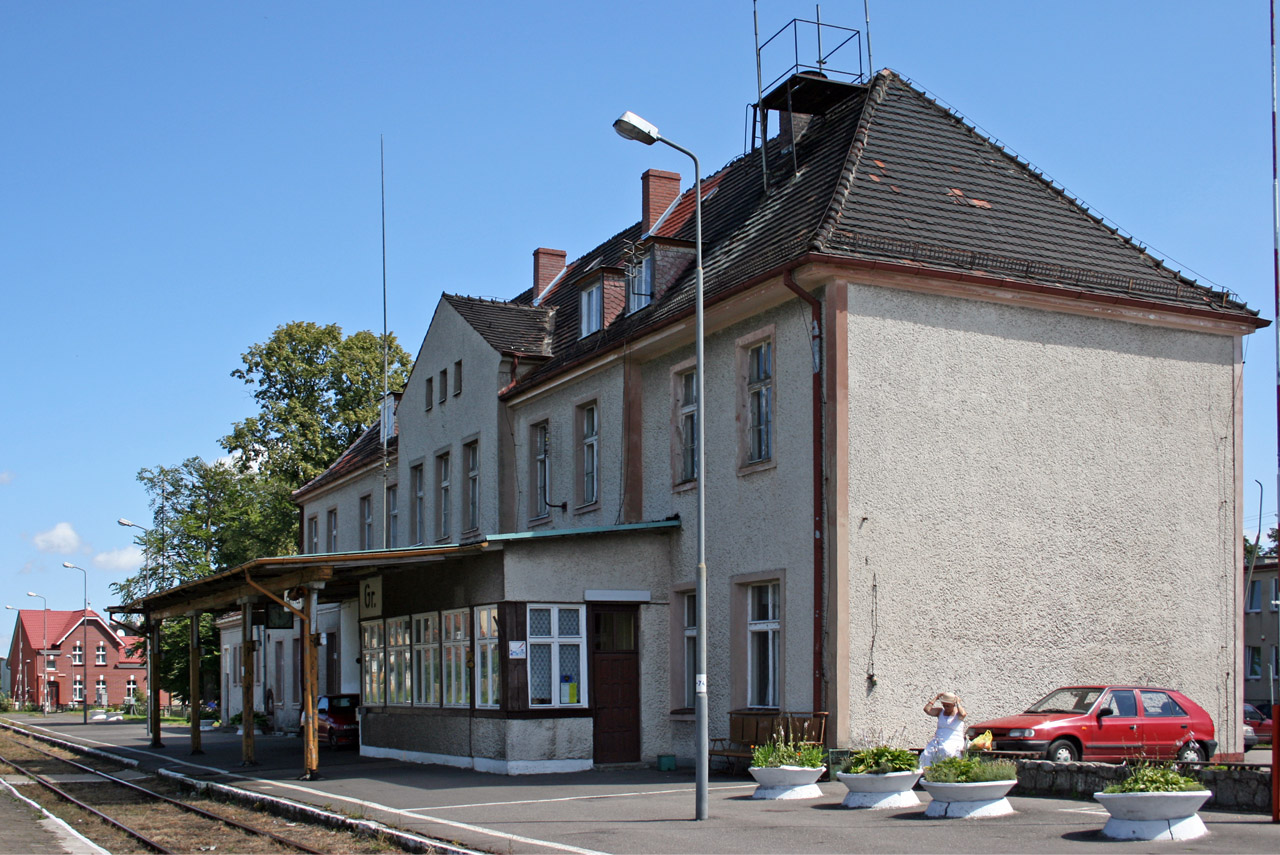
Stacja kolejowa w Gryficach

### Transport kolejowy
Przez powiat gryficki przechodzi obecnie jedna Linia kolejowa nr 402 (Goleniów – Koszalin), przejeżdżająca przez wszystkie miasta powiatu, a także mniejsze stacje kolejowe. Długość linii wynosi 49,631 km i jest we władaniu spółki PKP Polskie Linie Kolejowe. Linia stanowi połączenie kolejowe między Szczecinem a Kołobrzegiem i Koszalinem. Linia nie jest zelektryfikowana i jeżdżą po niej szynobusy SA136, zakupione przez Urząd Marszałkowski Województwa Zachodniopomorskiego (pociągi są obsługiwane przez Polregio).
W okresie wakacyjnym działa także jedna linia kolei wąskotorowej (Gryfice Wąsk. – Pogorzelica Gryficka). Należy ona do dawnej infrastruktury Gryfickiej Kolei Wąskotorowej i jest dofinansowywana przez gminę Rewal.

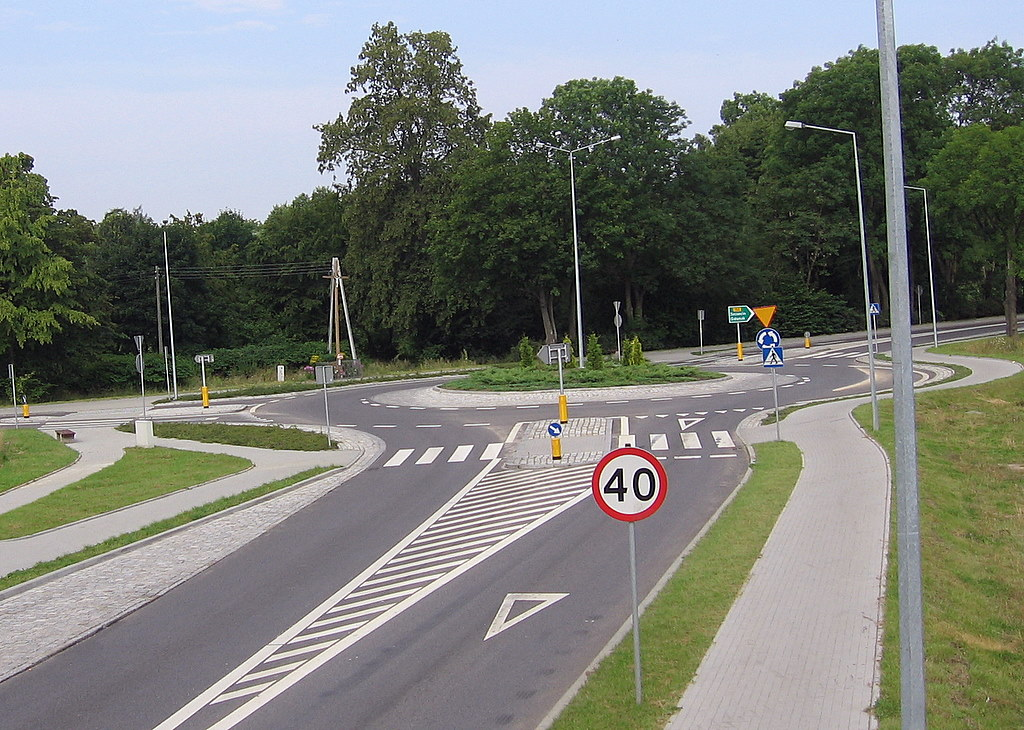
Rondo w Płotach (droga nr 152 i powiatowa do Makowic)

### Transport drogowy
Główny ruch pojazdów na terenie powiatu skupia się na drodze krajowej nr 6 (trasa Szczecin→Koszalin→Gdańsk). Przechodzi ona przez południe powiatu gryfickiego, w tym jedno z miast – Płoty, skąd odchodzą trzy drogi wojewódzkie. Droga wojewódzka nr 109 biegnie w kierunku północnym nad morze od Płot poprzez Gryfice, Trzebiatów do Mrzeżyna. Droga wojewódzka nr 108 odchodzi z Płot w kierunku zachodnim na Wolin i Świnoujście. Droga wojewódzka nr 152 odchodzi z Płot w kierunku wschodnim na Połczyn-Zdrój. Kolejną drogą wojewódzką odchodzącą od krajowej szóstki jest droga nr 105, która prowadzi przez dwie siedziby gmin (Brojce, Gryfice) w kierunku zachodnim na Kamień Pomorski.
W Gryficach rozpoczyna się droga wojewódzka nr 110 prowadząca w kierunku północnym (przez Karnice) na wybrzeże. Kolejną drogą wojewódzką przechodzącą przez teren powiatu jest droga wojewódzka nr 102, która jest trasą nadmorską wychodzącą z Kołobrzegu w kierunku południowo-zachodnim do Trzebiatowa, następnie do Rewala ciągnie się wzdłuż wybrzeża do Dziwnowa i Międzyzdrojów. Z Trzebiatowa odchodzi także droga wojewódzka nr 103 w kierunku południowo-zachodnim na Kamień Pomorski.
Na terenie powiatu znajduje się siedziba Rejonu Dróg Wojewódzkich Gryfice, który opiekuje się wszystkimi drogami wojewódzkimi.
W 2008 r. na terenie powiatu było 322,8 km dróg powiatowych i 119,6 km dróg gminnych.
Transport autobusowy zapewniają regionalni przewoźnicy: PKS Gryfice, Veolia Transport Kołobrzeg oraz lokalni przewoźnicy busów. Dworzec autobusowy znajduje się w Gryficach, a w Trzebiatowie znajduje się miejsce ze stanowiskami dla autobusów przy dworcu kolejowym.

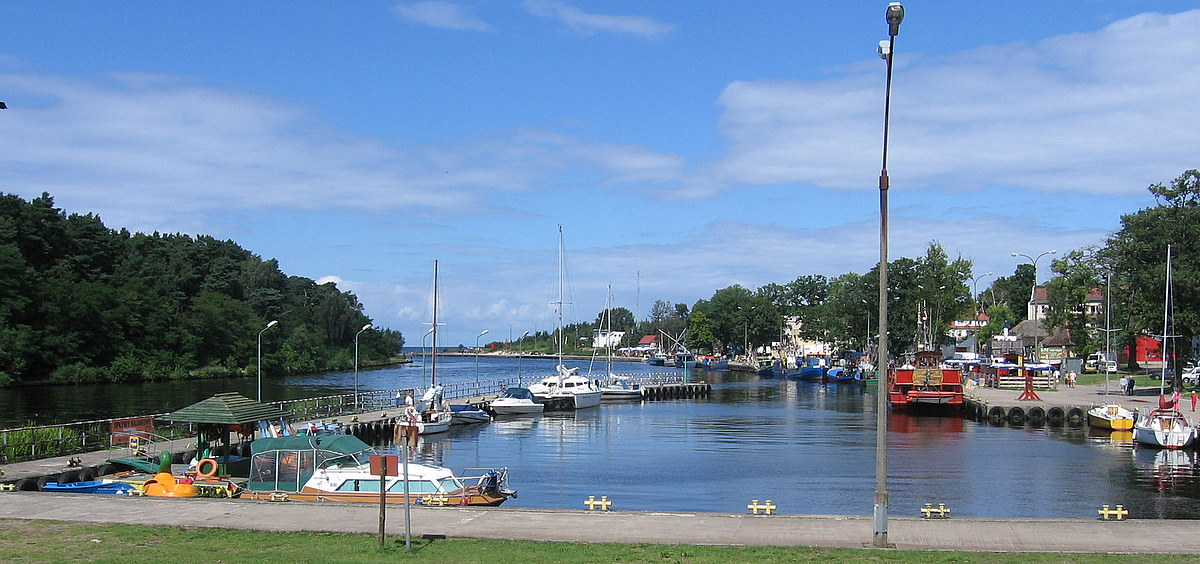
Port morski w Mrzeżynie

### Transport morski
Największym obiektem morskim na wybrzeżu powiatu jest port morski w Mrzeżynie, będącym jednym z najmniejszych portów dostępnych dla jachtów balastowych. Wykorzystywany jest przez kurty rybackie oraz niewielkie jachty. Port jest ulokowany w ujściu Regi, w odległości 18 km (10 mil morskich) od Kołobrzegu, 39 km (21 NM) od Dziwnowa. W porcie Mrzeżyno ustanowiono morskie przejście graniczne, które obejmuje jedynie ruch towarowy statkami rybackimi o polskiej przynależności. Kolejnymi obiektami są dwie przystanie morskie: w Rewalu i Niechorzu, wykorzystywane przez rybaków.

### Transport lotniczy
Na terenie powiatu zlokalizowane jest byłe lotnisko wojskowe Płoty/Makowice z pasem startowym o wymiarach 2300 × 30 [m] – obecnie nie jest wykorzystywane. Najbliższy port lotniczy Szczecin-Goleniów znajduje się 5 km na północny wschód od Goleniowa i jest w pełni przystosowanym lotniskiem do obsługi cywilnego ruchu pasażerskiego i towarowego. W Bagiczu (powiat kołobrzeski), znajduje się najbliższe czynne lotnisko (sportowe) wykorzystywane przez Aeroklub Bałtycki.

## Infrastruktura techniczna

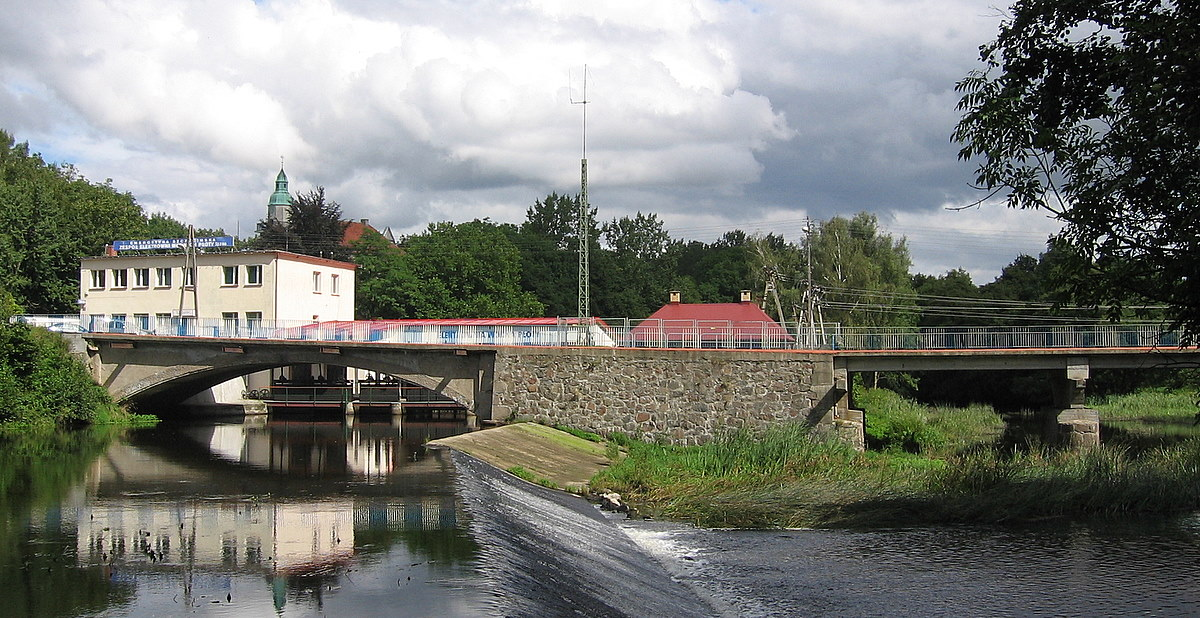
Most na Redze, Elektrownia Wodna Płoty

Na terenie powiatu zlokalizowanych jest 6 małych elektrowni wodnych (Rejowice, Likowo, Trzebiatów, Trzebiatów II, Płoty, Prusinowo) włączonych w spółkę Zespół Elektrowni Wodnych w Płotach (Koncern Enea SA). Wszystkie elektrownie są rozlokowane na rzece Rega. Dwie z nich tworzą zbiorniki zaporowe. Łączna moc elektrowni wynosi 3,2 MW.
Lista nadajników radiowych i telewizyjnych na terenie powiatu:
- RTON Gryfice Trzygłowska
- Gryfice Zaleszczyce
- Gryfice Kościół Wniebowzięcia NMP
- TSR Trzebiatów ul.Wodna

## Kultura

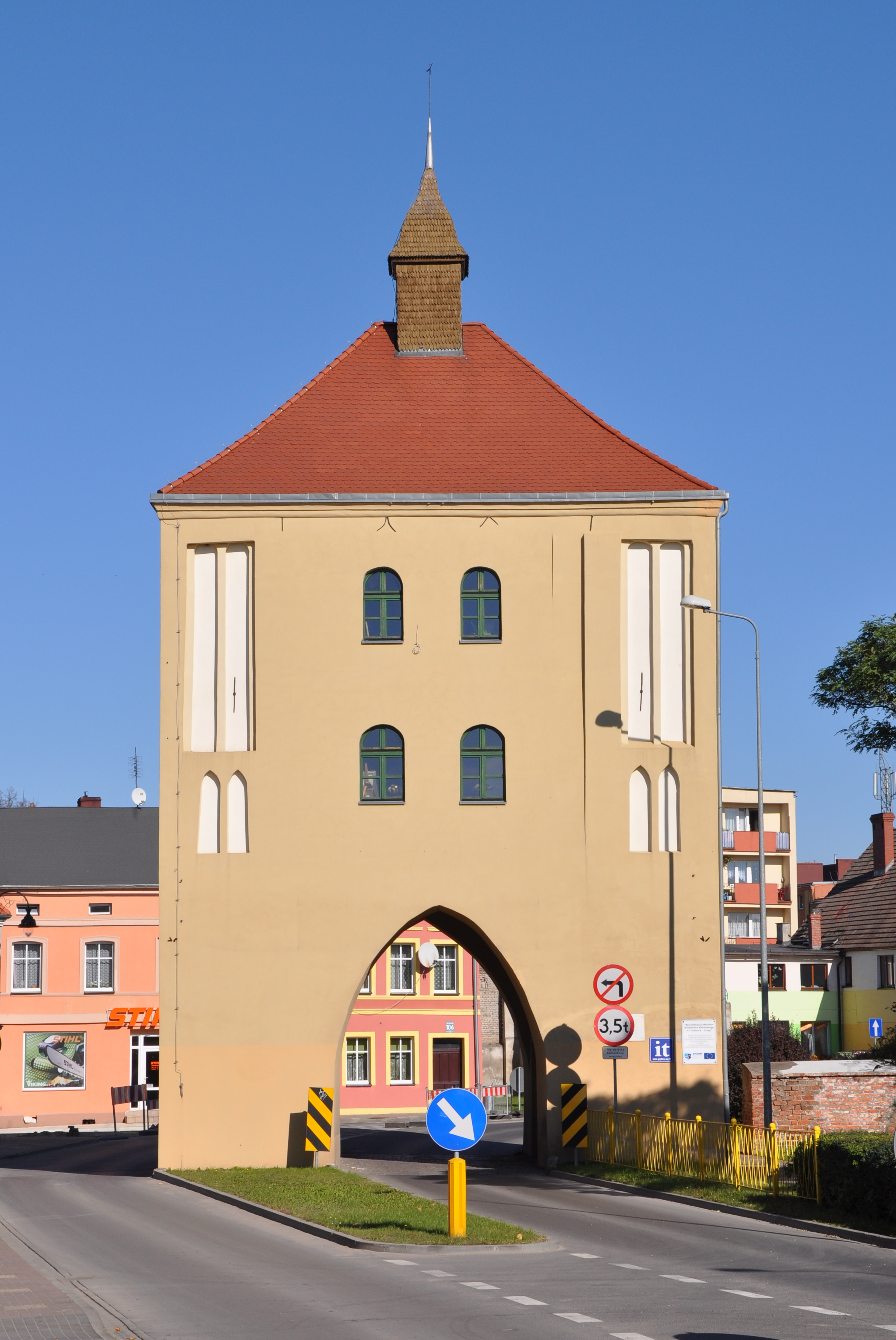
Muzeum Galeria „Brama” w Gryficach

Według źródeł z 31 grudnia 2007 r. na terenie powiatu działało 50 instytucji kultury.
Na terenie powiatu wydawanych jest kilka gazet o zasięgu lokalnym. Poza ogólnokrajowymi stacjami nadaje także regionalna stacja radiowa VOX FM.
Na terenie powiatu gryfickiego są 23 placówki biblioteczne, 4 obiekty muzealne w tym:
- Muzeum Rybołówstwa Morskiego w Niechorzu,
- latarnia morska w Niechorzu,
- Stała Wystawa Pomorskich Kolei Wąskotorowych w Gryficach,
- Muzeum Galeria „Brama” w Gryficach

oraz jedna sala wystawowa w Trzebiatowskim Ośrodku Kultury.
Wydarzenia kulturalne:
- Dni Gryfic
- Dni Powiatu Gryfickiego – Krainy Gryfitów.
- Dni Trzebiatowa – Święto Kaszy w Trzebiatowie
- Dni Wybrzeża Rewalskiego
- Międzynarodowe Zawody Strażackie Sikawek Konnych w Trzebiatowie
- Powiatowy Turniej Gier Komputerowych „Delete”
- Święto Ottona z Bambergu

Od 2004 r. odbywa się konkurs „Gryficka Rega”, który stanowi wyróżnienie dla osób i instytucji o najkorzystniejszym i najbardziej pożądanym wizerunku gospodarczym, społecznym i kulturalnym powiatu gryfickiego. Statuetka Gryfickiej Regi przyznawana jest w 11 kategoriach.

## Sport
W powiecie znajduje się ponad 60 obiektów sportowych, lecz ich liczba w poszczególnych gminach powiatu gryfickiego jest bardzo zróżnicowana. Większość obiektów zlokalizowana jest wokół szkół, są to głównie sale gimnastyczne, boiska do koszykówki, siatkówki i piłki nożnej. 
Na terenie powiatu w 2008 r. we wszystkich dyscyplinach działało 13 klubów sportowych, w których ćwiczyło łącznie 702 osoby.
Imprezy sportowe:
- minimaraton Trzebiatowska Dziesiątka
- bieg na 5 km Gryf Arena Run[50]

### Ważniejsze kluby piłkarskie
Wybrzeże Rewalskie Rewal (IV liga - 5. poziom rozgrywek)
Polonia Płoty (klasa okręgowa - 6. poziom rozgrywek)
Rega Trzebiatów (klasa okręgowa - 6. poziom rozgrywek)
Sparta Gryfice (klasa okręgowa - 6. poziom rozgrywek)

## Bezpieczeństwo

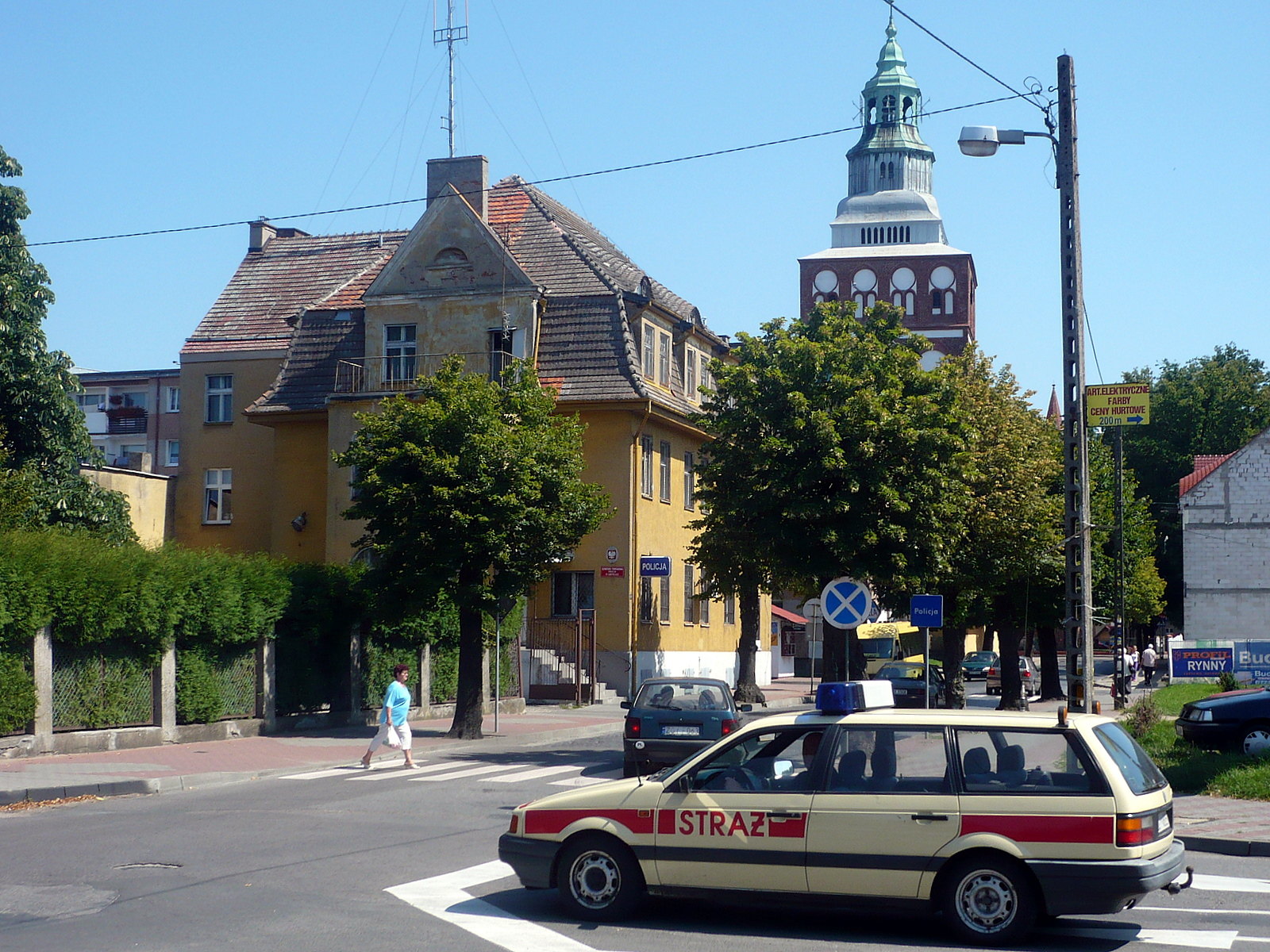
Samochód Straży Pożarnej i Komenda Powiatowa Policji

Za porządek publiczny i bezpieczeństwo odpowiadają: Komenda Powiatowa Policji w Gryficach, komisariaty w Trzebiatowie, Rewalu, Płotach oraz zespół dzielnicowych w Brojcach. W 2009 r. wskaźnik wykrywalności sprawców przestępstw stwierdzonych w powiecie gryfickim wynosił 73,7%. W 2009 r. stwierdzono w powiecie m.in. 406 kradzieży z włamaniem, 15 kradzieży samochodów, 73 przestępstw narkotykowych.
Większa część obszaru powiatu obejmująca gminy: Brojce, Gryfice, Karnice, Trzebiatów, Rewal położona jest w strefie nadgranicznej. Powiat gryficki obejmuje zasięgiem służbowym placówka Straży Granicznej w Rewalu z Morskiego Oddziału SG.
Powiat gryficki jest obszarem właściwości Prokuratury Rejonowej w Gryficach i Prokuratury Okręgowej w Szczecinie.
Placówki Pogotowia Ratunkowego zlokalizowane są w Gryficach, Rewalu oraz Trzebiatowie. W zakresie zapobiegania powstawaniu chorób zakaźnych i epidemii działa Powiatowa Stacja Sanitarno-Epidemiologiczna. W Gryficach znajduje się także szpital wojewódzki, będący ogólnopolskim centrum leczenia poparzeń.
Na terenie powiatu działa 13 jednostek Ochotniczej Straży Pożarnej włączonych do krajowego systemu ratowniczo-gaśniczego. OSP Rewal oraz OSP Trzebiatów posiadają własne sekcje płetwonurków. Akcje wspomaga Komenda Powiatowa Państwowej Straży Pożarnej w Gryficach dysponująca specjalistycznym sprzętem.
Akcje ratunkowe na morzu kierowane są ze stacji ratownictwa morskiego Służby SAR w Kołobrzegu i Dziwnowie. W Gryficach działa także powiatowy oddział WOPR.
Na terenie powiatu znajdują się obecnie dwie formacje wojskowe: 78 Pułk Rakietowy Obrony Powietrznej w Mrzeżynie oraz 3 Batalion 7 Pomorskiej Brygady Obrony Wybrzeża w Trzebiatowie.

## Oświata

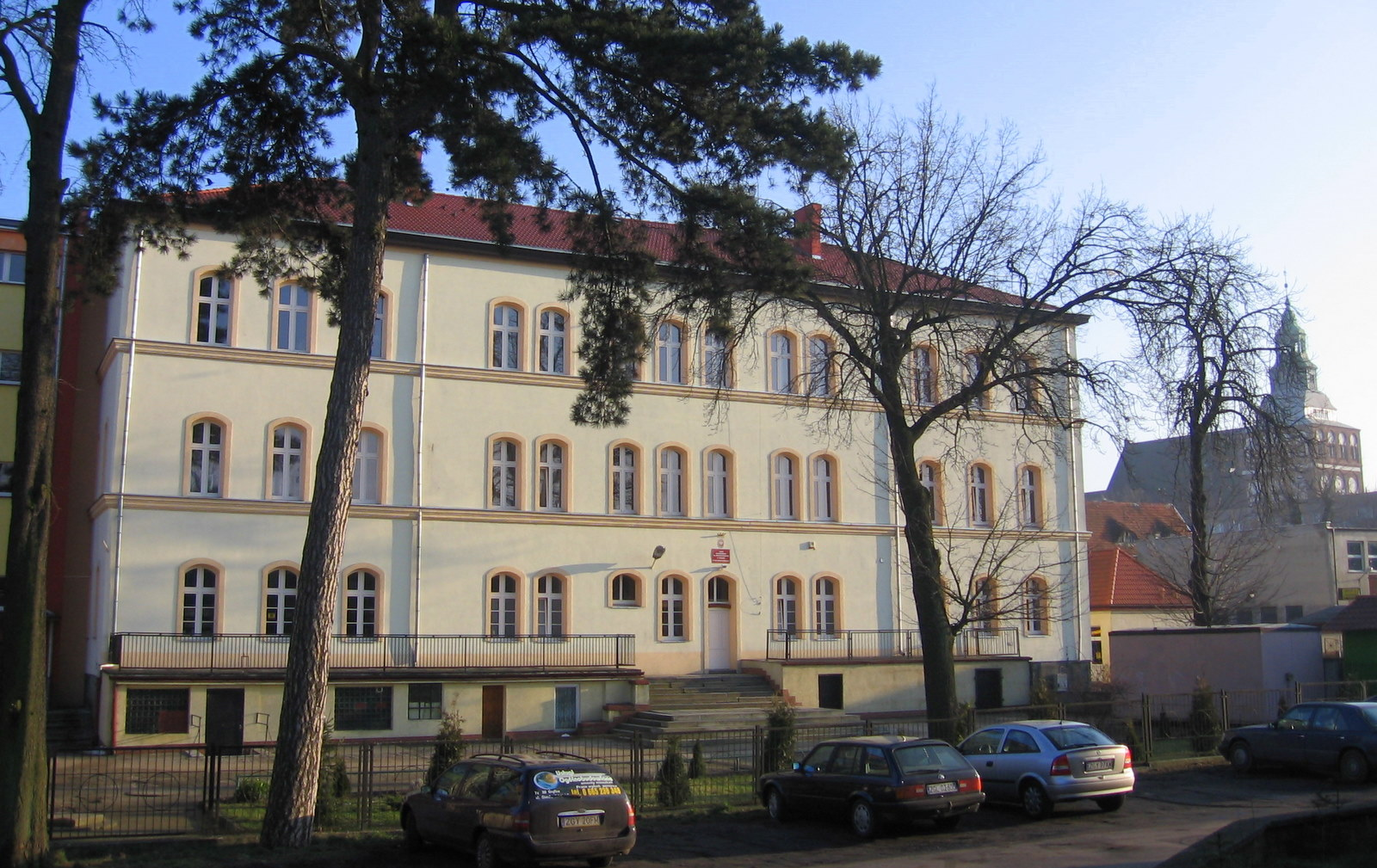
Liceum Ogólnokształcące im. Bolesława Chrobrego

W 2006 r. w powiecie gryfickim do 4 techników uczęszczało 582 uczniów, w 7 liceach ogólnokształcących było 847 uczniów, w 2 liceach profilowanych 340 uczniów, w 3 zasadniczych szkołach zawodowych 405 uczniów.
Jednostki oświatowe podlegające pod starostwo powiatowe w Gryficach:
- Liceum Ogólnokształcące im. Bolesława Chrobrego w Gryficach.
- Zespół Szkół Ponadgimnazjalnych im. Czesława Miłosza w Gryficach, w skład którego wchodzą: Technikum Ekonomiczne, Liceum Profilowane, Liceum Ogólnokształcące, Zasadnicza Szkoła Zawodowa.
- Zespół Szkół Ponadgimnazjalnych im. Wincentego Witosa w Płotach, w skład którego wchodzą: Liceum Ogólnokształcące, Technikum Żywienia i Gospodarstwa Domowego, Technikum Hotelarstwa, Technikum Organizacji Usług Gastronomicznych.
- Zespół Szkół Ponadgimnazjalnych im. Zbigniewa Herberta w Trzebiatowie, w skład którego wchodzą: Liceum Profilowane, Liceum Ogólnokształcące, Zasadnicza Szkoła Zawodowa.
- Młodzieżowy Ośrodek Wychowawczy w Rewalu, placówka resocjalizacyjna dla chłopców niedostosowanych społecznie w wieku 13-18 lat w normie intelektualnej i upośledzonych umysłowo w stopniu lekkim.
- Specjalny Ośrodek Szkolno-Wychowawczy w Waniorowie, przy którym działa szkoła podstawowa i gimnazjum.

Szkoły średnie niepodlegające starostwu powiatu gryfickiego:
- Liceum Plastyczne w Gryficach, niepubliczna szkoła artystyczna o uprawnieniach szkoły publicznej, uczniowie kształcą się na specjalności reklama wizualna.

Pozostałe:
- Poradnia Psychologiczno-Pedagogiczna w Gryficach, z siedzibą przy ul. Polnej 8.

## Religia

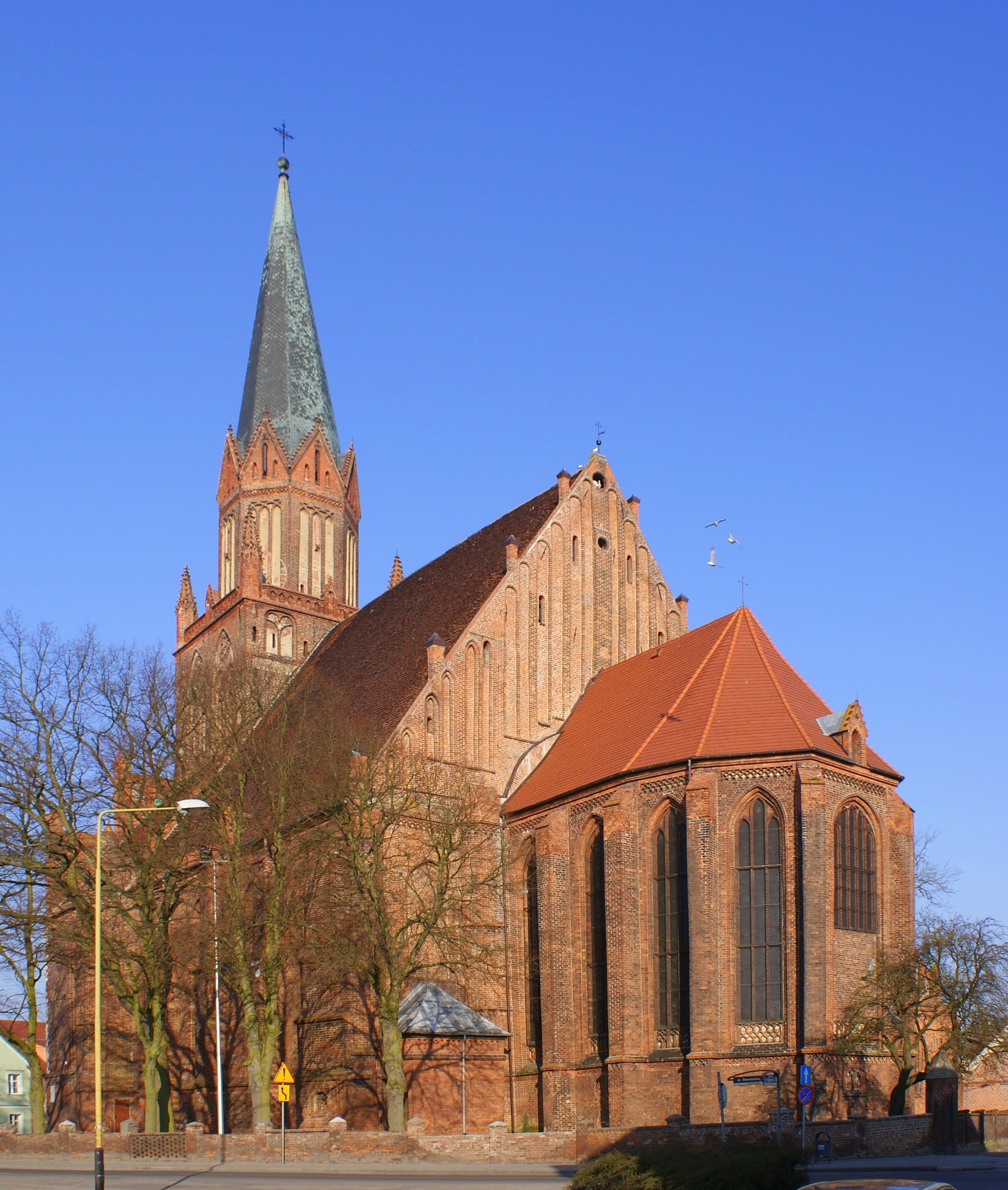
Archidiecezjalne sanktuarium maryjne w Trzebiatowie

Teren powiatu obejmuje dwa dekanaty rzymskokatolickie (dekanat Trzebiatów, dekanat Gryfice) archidiecezji szczecińsko-kamieńskiej. W Trzebiatowie mieści się sanktuarium maryjne z XIV wieku.
W powiecie znajdują się dwie cerkwie parafialne (prawosławny dekanat Szczecin): cerkiew Świętego Ducha w Trzebiatowie oraz neogotycka cerkiew Zaśnięcia Przenajświętszej Bogurodzicy w Gryficach.
W Trzebiatowie mieści się także cerkiew greckokatolicka pw. św. Piotra i św. Pawła oraz kościół ewangelicko-augsburski pw. św. Jana. W kościele rzymskokatolickim Przemienienia Pańskiego w Płotach odbywają się także nabożeństwa wspólnoty greckokatolickiej. W Gryficach znajduje się zbór Kościoła Chrystusowego. W Gryficach i Trzebiatowie działają zbory Świadków Jehowy.
Każda gmina posiada swoje cmentarze. Trzebiatów i Gryfice mają cmentarze komunalne. W gminie Brojce znajdują się 3 cmentarze komunalne (Brojce, Bielikowo i Kiełpino). W Karnicach i Pobierowie są cmentarze przykościelne. Na cmentarzu w Gryficach znajduje się lapidarium (kaplica św. Jerzego).

## Administracja i samorząd

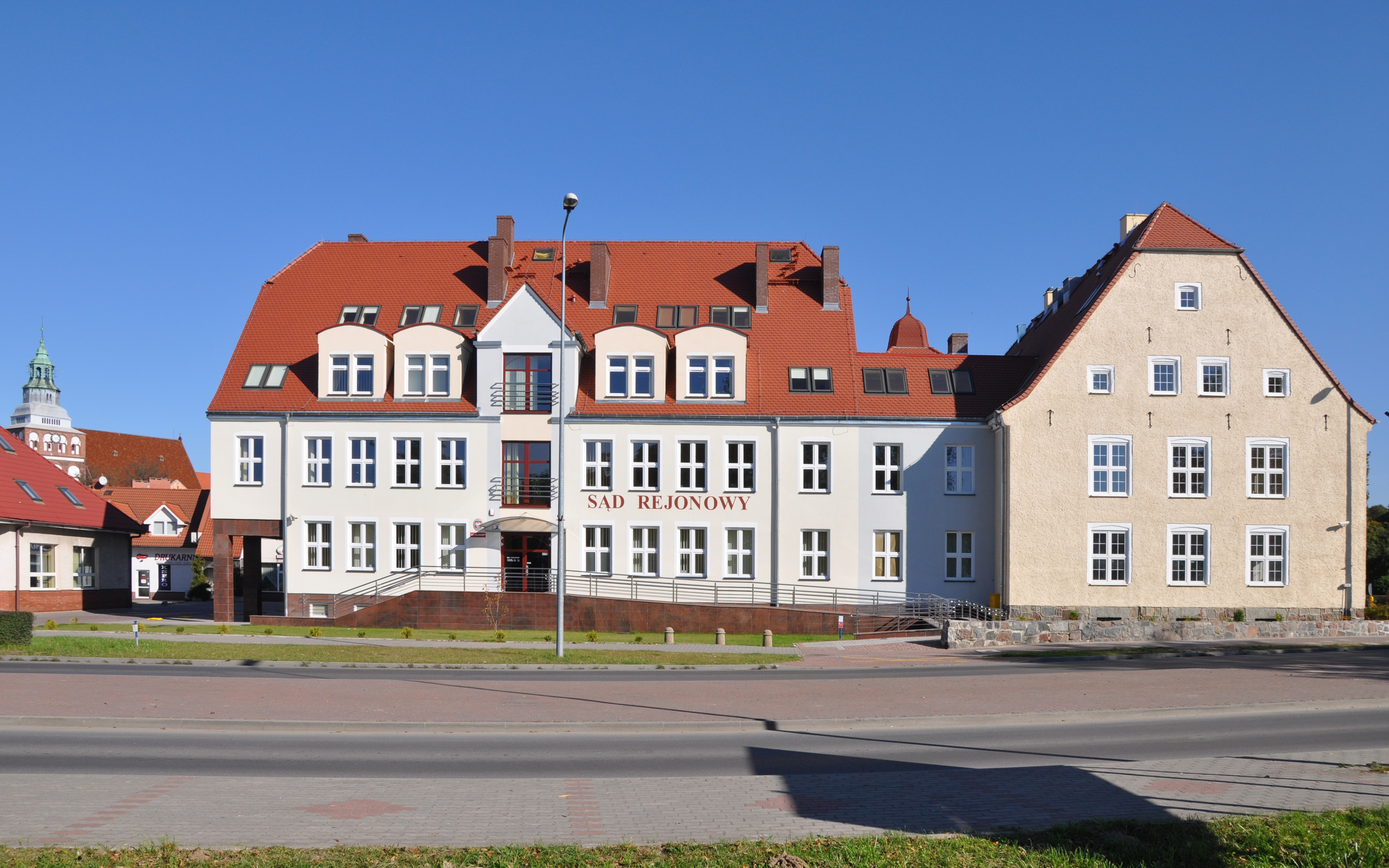
Siedziba Sądu Rejonowego w Gryficach

Siedzibą władz powiatu jest miasto Gryfice. Organem uchwałodawczym jest Rada Powiatu Gryfickiego, w której skład wchodzi 19 radnych. Rada wybiera organ wykonawczy, którym jest Zarząd Powiatu Gryfickiego składający się z 5 członków. Na czele zarządu stoi Starosta Powiatu Gryfickiego.
W 2016 r. wykonane wydatki budżetu powiatu gryfickiego wynosiły 72,12 mln zł, a dochody budżetu 72,52 mln zł. Zobowiązania samorządu (dług publiczny) według stanu na koniec 2016 r. wynosiły 11,36 mln zł, co stanowiło 15,66% poziomu dochodów.
| Rok  | Wykonane wydatki [mln zł] | Wykonane dochody [mln zł] | Zobowiązania [mln zł] | Wskaźnik zadłużenia do dochodu [%] |
| ---- | ------------------------- | ------------------------- | --------------------- | ---------------------------------- |
| 2016 | 72,12                     | 72,52                     | 11,36                 | 15,7%                              |
| 2015 | 70,99                     | 71,97                     | 12,61                 | 17,5%                              |
| 2014 | 79,16                     | 76,43                     | 13,57                 | 17,8%                              |
| 2013 | 75,06                     | 73,85                     | 8,51                  | 11,5%                              |
| 2012 | 72,67                     | 72,94                     | 8,96                  | 12,3%                              |
| 2011 | 76,87                     | 73,07                     | 10,00                 | 13,7%                              |
| 2010 | 82,83                     | 70,78                     | 4,59                  | 6,5%                               |
| 2009 | 63,55                     | 71,91                     | 0,60                  | 0,8%                               |
| 2008 | 56,86                     | 58,86                     | 0,90                  | 1,5%                               |
| 2007 | 49,24                     | 53,31                     | 1,21                  | 2,3%                               |
| 2006 | 51,42                     | 47,31                     | 3,22                  | 6,8%                               |
| 2005 | 43,44                     | 44,00                     | 0,06                  | 0,1%                               |
| 2004 | 40,65                     | 42,00                     | 0,09                  | 0,2%                               |
| 2003 | 36,29                     | 36,28                     | 0,59                  | 1,6%                               |
| 2002 | 41,58                     | 41,43                     | 0,25                  | 0,6%                               |
| 2001 | b.d.                      | 52,33                     | 0,07                  | 0,1%                               |
| 2000 | b.d.                      | 48,41                     | 0,80                  | 1,7%                               |

Zobowiązania (dług publiczny) powiatu gryfickiego w mln zł w latach 2000–2016:
Powiat gryficki jest członkiem Związku Celowego Powiatów Województwa Zachodniopomorskiego z siedzibą w Szczecinku.
Gminy powiatu gryfickiego są obszarem właściwości Sądu Rejonowego w Gryficach i Sądu Okręgowego w Szczecinie. Powiat gryficki jest obszarem właściwości miejscowej Samorządowego Kolegium Odwoławczego w Szczecinie.
Na terenie powiatu gryfickiego siedzibę ma szereg instytucji publicznych. Większość z nich w Gryficach, gdzie ma też siedzibę rejon dróg wojewódzkich, nadleśnictwo oraz oddział terenowy Zachodniopomorskiego Zarządu Melioracji i Urządzeń Wodnych.
W Płotach znajduje się oddział Archiwum Państwowego w Szczecinie, a także oddział zewnętrzny Zakładu Karnego w Nowogardzie.
Przy Starostwie Powiatu Gryfickiego działa: Biuro Rzeczy Znalezionych, Dom Dziecka w Gryficach, Zarząd Dróg Powiatowych, Powiatowe Centrum Pomocy Rodzinie w Gryficach, a także powiatowy rzecznik konsumentów.

## Polityka
| Nr okręgu | Granice okręgu (gminy) | Liczba radnych | Liczba wyborców w 2010 | Liczba wyborców w 2006 |
| --------- | ---------------------- | -------------- | ---------------------- | ---------------------- |
| Nr 1      | Gryfice, Karnice       | 9              | 22 749                 | 22 492                 |
| Nr 2      | Rewal, Trzebiatów      | 6              | 16 347                 | 16 010                 |
| Nr 3      | Brojce, Płoty          | 4              | 10 296                 | 10 168                 |
| –         | Razem (Σ)              | 19             | 49 392                 | 48 670                 |

Mieszkańcy powiatu gryfickiego wybierają radnych do Sejmiku Województwa Zachodniopomorskiego w okręgu nr 2. Posłów wybierają z okręgu wyborczego nr 41, senatora z okręgu nr 98, a posłów do Parlamentu Europejskiego z okręgu nr 13.
Starostowie powiatu gryfickiego:
- Zbigniew Chabowski (1998–2002)[92]
- Kazimierz Sać (2002–2018)[93][94][95][96][97]
- Ryszard Chmielowicz (od 2018)[98]

| Ugrupowanie                  | 2002–2006  | 2006–2010 | 2010–2014 | 2014–2018 |
| ---------------------------- | ---------- | --------- | --------- | --------- |
| Sojusz Lewicy Demokratycznej | 7 (SLD-UP) | -         | 2         | -         |
| Samoobrona                   | 2          | 2         | -         | -         |
| Nasze Małe Ojczyzny          | 1          | -         | -         | -         |
| Polskie Stronnictwo Ludowe   | -          | 1         | 1         | 4         |
| Prawo i Sprawiedliwość       | -          | 1         | -         | 1         |
| Platforma Obywatelska        | -          | 4         | 6         | 6         |
| Unia Dla Przyszłości         | -          | 2         | 1         | -         |
| Ziemia Gryficka              | -          | 2         | 2         | -         |
| Idziemy Razem                | 9          | 7         | 7         | 6         |
| Wspólny Samorząd             | -          | -         | -         | 2         |